# Herbert Venske
Herbert Wilhelm Robert Venske (* 7. Dezember 1908 in Stettin; † 28. Januar 2001 in Worpswede) war ein deutscher evangelisch-lutherischer Theologe und Schriftsteller.

## Leben
Herbert Venske stammt aus einer pommerschen Familie (er war Onkel des Moderators Henning Venske) und wuchs in seiner Geburtsstadt Stettin auf. Er studierte in Tübingen und Greifswald. Nach seiner Ordination am 8. Oktober 1933 in Stettin trat er seine erste Pfarrstelle in Muttrin und Damen, Kreis Belgard, in Pommern an. Durch Flucht zum Kriegsende, Rückkehr in die Heimat und anschließende Vertreibung kam Venske nach Westdeutschland. Dort war er wieder als Pastor im Übergangslazarett in Munsterlager, 1947 in Datteln Westfalen, 1948  in Solingen, 1961 in Bremen-Lesum und 1967 in der Gemeinde Bremer Schweiz tätig. Mit Eintritt in den Ruhestand 1968 wandte er sich seinen schriftstellerischen Aktivitäten zu.
Auf der Flucht, vorübergehend im Pfarrhaus Swinemünde untergebracht erlebte Venske einen schweren anglo-amerikanischen Luftangriff. Das Haus erhielt einen Volltreffer. Er wurde verschüttet und nach fünf Stunden als einziger schwer verletzt geborgen. Seine Frau Gertraud, sein fast vierjähriger Sohn, fünf Verwandte und zahlreiche weitere Flüchtlinge fanden den Tod. 1946 heiratete er erneut. Diese Ehe blieb kinderlos.

## Als Mitautor (Auswahl)
- Fritz Rienecker: Lexikon zur Bibel. R. Brockhaus, 1. Auflage 1998, ISBN 3-417-24678-4
- Theodor Schieder u. a.: Dokumentation der Vertreibung der Deutschen aus Ost-Mitteleuropa. Verlag: Bundesministerium für Vertriebene, Flüchtlinge und Kriegsgeschädigte 1954ff.; wieder Deutscher Taschenbuch Verlag, 1984 u. ö. ISBN 3-423-03270-7; zuletzt 1994
- Herbert Rister: Geschichtliche und landeskundliche Literatur Pommerns 1971-1976. J. G. Herder-Institut, 1979, ISBN 3-87969-154-1
- Dietrich Bonhoeffer; Eberhard Bethge Hg.: Konspiration und Haft 1940-1945. Chr. Kaiser, München 1996, ISBN 3-579-01886-8